# 44М (венгерская неуправляемая противотанковая ракета)

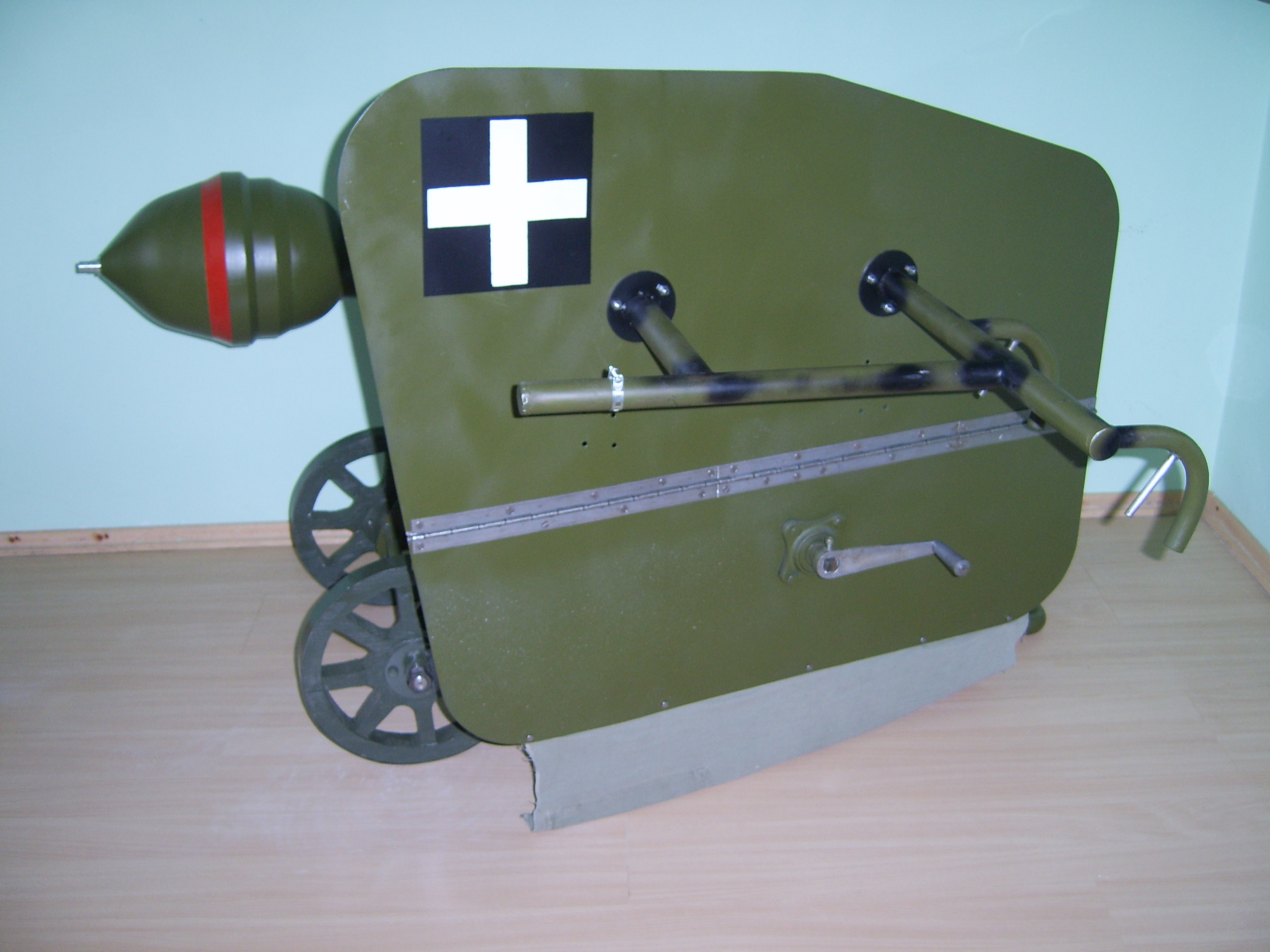
Неуправляемая противотанковая ракета 44М

Неуправляемая противотанковая ракета 44М Buzogányvető была разработана во время Второй мировой войны в Венгрии для борьбы с танками и пехотой РККА. В пусковой установке размещались две твердотопливные ракеты, каждая из которых могла быть оснащена противотанковой или противопехотной боевой частью. 44М рассматривалась как одно из наиболее эффективных противотанковых средств Второй мировой войны. Ракеты производились с весны 1944 года по 20 декабря 1944 года, когда советские войска захватили расположенный в черте Будапешта остров Чепель, на котором располагался завод Манфреда Вайса, производивший эти ракеты.

## Разработка и применение
В 1942 году Венгерский институт военной науки приступил к разработке простого в производстве оружия, способного поражать советскую бронетехнику, в том числе и тяжёлые танки. В то время в Третьем Рейхе разрабатывалась управляемая противотанковая ракета, но немцы не хотели делиться этой технологией с венграми.
Ракетная система 44М состояла из пусковой установки на две ракеты, наводчик располагался слева от ПУ. К ракете был разработан треножный станок, при использовании которого расчёт состоял из трёх человек. Однако, тренога снижала манёвренность, и расчёты часто использовали трофейные советские колёсные станки от пулемётов «Максим» или СГ-43. ПУ также могла монтироваться в кузове венгерского грузовика повышенной проходимости Rába 38M Botond или в задней части танка 38М «Толди».
Ракета с кумулятивной боевой частью называлась Buzogány (Булава). Вес ВВ составлял 4.2 кг, что обеспечивало пробитие 300 мм брони или бетона и уничтожение любого тяжёлого танка на максимальной дистанции в 1200 м. Для поражения пехоты применялась осколочно-фугасная боевая часть, такая ракета называлась Zápor (Дождь). В полёте ракеты обоих типов стабилизировались вращением. Диаметр ракеты составлял 215 мм, скорость полёта — 56 м/с.
Большинство из произведённых 600—700 ПУ использовались при обороне осаждённого Будапешта (27.12.1944 — 13.02.1945).